# Traminda prasodes
Traminda prasodes är en fjärilsart som beskrevs av Edward Meyrick 1888. Traminda prasodes ingår i släktet Traminda och familjen mätare. Inga underarter finns listade i Catalogue of Life.